# پگل
پگل (به انگلیسی: Peggle) یک سری بازی‌ویدئویی به سبک معمایی محصول کشور آمریکاست که توسط پاپ‌کاپ گیمز ساخته شده‌است. پگل ابتدا برای کامپیوتر در سال ۲۰۰۷ منتشر شد و پس آن برایش سه دنباله ساخته شد: شب‌های پگل (۲۰۰۸)، پگل ۲ (۲۰۱۳) و پگل بلَست (۲۰۱۴). در سال ۲۰۲۰، پگل بلَست در پوگو.کام منتشر شد. تاکنون یک سری بازی های اسپین آف با نام‌های پگل اکستریم (۲۰۰۷) و پگل نسخه دنیای وارکرفت (۲۰۰۹) ساخته شده. فرنچایز پگل بیش از ۵۰ میلیون بار دانلود شده است.

## بازی‌ها
سری اصلی
- پگل (۲۰۰۷)
- شب‌های پگل (۲۰۰۸)
- پگل: دوئل شات (۲۰۰۹)
- پگل ۲ (۲۰۱۳)
- پگل بلست (۲۰۱۴، نسخهٔ اچ‌دی: ۲۰۲۰)

اسپین آف‌ها
- پگل اکستریم (۲۰۰۷)
- پگل نسخه دنیای وارکرفت (۲۰۰۹)